# La doncella (película de 2022)
La doncella (título original en inglés: The Maiden) es una película dramática canadiense de 2022, escrita y dirigida por Graham Foy . La película se centra en un grupo de adolescentes que tienen una experiencia sobrenatural que cambia sus vidas mientras exploran un barranco.
La película se incluyó en el programa de incubación Next Step para cineastas emergentes en el Festival de Cine de Cannes de 2022, y en el programa First Cut+ en el Festival de Cine de Karlovy Vary de 2022. En Karlovy Vary, ganó el premio First Cut+ TRT de 5.000 €.
Tuvo su estreno mundial en el programa Giornate degli Autori en el Festival Internacional de Cine de Venecia de 2022, el 1 de septiembre de 2022, y su estreno en América del Norte en la alineación de Contemporary World Cinema en el Festival Internacional de Cine de Toronto de 2022.

## Premios
En Venecia, la película ganó el premio Cinema of the Future.
La película fue nominada al premio John Dunning a la mejor ópera prima en los 11th Canadian Screen Awards en 2023.